# Шуанцин
Шуанци́н (кит. упр. 双清, пиньинь Shuāngqīng) — район городского подчинения городского округа Шаоян провинции Хунань (КНР).

## История
В 1950 году урбанизированная часть уезда Шаоян была выделена в отдельный городской уезд Шаоян. В 1977 году в составе городского уезда Шаоян были образованы Восточный район (东区) и район Цяотоу (桥头区). В 1986 году городской уезд Шаоян был объединён с округом Шаоян в городской округ Шаоян, а в 1987 году район Цяотоу был присоединён к Восточному району.
В 1997 году разбиение Шаояна на районы было полностью изменено: старые районы были упразднены, а из 6 уличных комитетов бывшего Восточного района и 6 волостей бывшего Пригородного района был образован район Шуанцин.

## Административное деление
Район делится на 6 уличных комитетов, 2 посёлка и 2 волости.